# Kiaeria riparia
Kiaeria riparia är en bladmossart som beskrevs av Corley 1979. Kiaeria riparia ingår i släktet borstmossor, och familjen Dicranaceae. Inga underarter finns listade i Catalogue of Life.